# Schmidhöhe
Die Schmidhöhe ist ein Höhenzug an der Scott-Küste des ostantarktischen Viktorialands. In den Northern Foothills am Ufer der Terra Nova Bay erstreckt er sich von der Südwestflanke des Mount Browning in südlicher Richtung.
Wissenschaftler der deutschen Expedition GANOVEX IV (1984–1985) nahmen seine Benennung vor. Namensgeber ist Josef Schmid (1956–1985), der als Flugzeugmechaniker an der Flugmission von GANOVEX IV beteiligt war. Er kam 1985 auf dem Rückflug aus der Antarktis beim Abschuss des Forschungsflugzeugs Polar 3 über Afrika ums Leben.